# Biyan (Mbankomo)
Pour les articles homonymes, voir Biyan.
Biyan ou Biyang est un village de la région du Centre au Cameroun, localisé dans la commune de Mbankomo et le département de la Méfou-et-Akono.

## Population
En 1965, Biyan comptait 522 habitants, principalement des Ewondo.
Lors du recensement de 2005, ce nombre s'élevait à 375.